# Гантер (Теннессі)
Гантер (англ. Hunter) — переписна місцевість (CDP) в США, в окрузі Картер штату Теннессі. Населення — 1803 особи (2020).

## Географія
Гантер розташований за координатами 36°23′26″ пн. ш. 82°9′1″ зх. д. / 36.39056° пн. ш. 82.15028° зх. д. (36.390594, -82.150390).  За даними Бюро перепису населення США в 2010 році переписна місцевість мала площу 16,60 км², з яких 16,54 км² — суходіл та 0,07 км² — водойми.

## Демографія
Згідно з переписом 2010 року, у переписній місцевості мешкали 1854 особи в 812 домогосподарствах у складі 565 родин. Густота населення становила 112 осіб/км².  Було 893 помешкання (54/км²).
Расовий склад населення:
| - 98,4 % — білих - 0,1 % — корінних американців - 0,1 % — азіатів - 1,2 % — осіб інших рас |

До двох чи більше рас належало 0,3 %. Частка іспаномовних становила 1,5 % від усіх жителів.
За віковим діапазоном населення розподілялося таким чином: 18,4 % — особи молодші 18 років, 59,2 % — особи у віці 18—64 років, 22,4 % — особи у віці 65 років та старші. Медіана віку мешканця становила 45,5 року. На 100 осіб жіночої статі у переписній місцевості припадало 96,8 чоловіків;  на 100 жінок у віці від 18 років та старших — 94,7 чоловіків також старших 18 років.
Середній дохід на одне домашнє господарство  становив 47 347 доларів США (медіана — 43 971), а середній дохід на одну сім'ю — 55 308 доларів (медіана — 54 054). За межею бідності перебувало 32,2 % осіб, у тому числі 42,5 % дітей у віці до 18 років та 5,8 % осіб у віці 65 років та старших.
Цивільне працевлаштоване населення становило 940 осіб. Основні галузі зайнятості: освіта, охорона здоров'я та соціальна допомога — 25,4 %, роздрібна торгівля — 22,6 %, виробництво — 16,6 %, мистецтво, розваги та відпочинок — 16,5 %.